# Canon
Canon (яп. キヤノン株式会社 Кянон кабусики-гайся, «Кэ́нон») — японская транснациональная машиностроительная компания со штаб-квартирой в Токио (Япония). Занимается оптико-механическим и электронным производством устройств для фиксации, обработки и печати изображений, медицинского диагностического оборудования, оборудования для производства полупроводников, а также разработкой решений в области информационных технологий и телевещания. На конец 2016 года группа компаний Canon включала 367 консолидированное дочернее общество, в ней работают около 198 тысяч человек по всему миру. Помимо продажи продукции под собственной торговой маркой Canon производит лазерные принтеры для HP Inc., продаваемые под брендом HP LaserJet Printers.
Canon спонсирует деятельность ряда международных общественных организаций, среди которых Международный Красный Крест и Всемирный фонд дикой природы. Также компания принимает участие в проведении культурных и спортивных мероприятий, в числе которых конкурс World Press Photo и Лига Европы УЕФА.

## История
История компании начинается в 1933 году с основания двумя токийскими инженерами её предшественницы — лаборатории точных оптических приборов (англ. Precision Optical Instruments Laboratory). Основатели — Горо Ёсида и Сабуро Утида — поставили своей целью выпуск японской 35-миллиметровой фотокамеры, которая не уступала бы по качеству немецким аналогам. Для этого они разбирали и изучали устройство немецких фотоаппаратов Contax и Leica, считавшихся в тот момент передовыми. Спонсором их исследований выступал Такэси Митараи — врач и друг Утиды. Первый прототип был получен уже в 1934 году, однако действительно работающий образец инженерам удалось сконструировать к концу 1935 года. К началу следующего года модель была выпущена на рынок под названием Hansa Canon; она была оснащена объективом производства компании Nippon Kogaku, известной сегодня как Nikon. Название камеры сложилось из торговой марки Hansa, принадлежащей первому дистрибьютору, и слова Canon — упрощённой английской передачи имени божества японской мифологии Кваннон (богини Милосердия Каннон).
В первые годы работы объём производства лаборатории составлял около 10 фотоаппаратов в месяц. Для расширения производства было решено привлечь инвестиции путём публичного размещения акций компании. Таким образом 10 августа 1937 года была основана компания Precision Optical Industry Co. Ltd. с уставным капиталом в 1 млн иен.
Дальнейшее развитие компании направлялось Такэси Митараи, который возглавил её в 1942 году. Во время Второй мировой войны предприятие временно прекратило свою деятельность, однако уже в 1945 году американские войска, контролирующие страну, проявили живой интерес к японским фотоаппаратам. В итоге генеральный штаб союзных войск сделал заказ на производство фотокамер для офицеров и солдат. Таким образом, производство фотоаппаратов было возобновлено уже 1 октября 1945 года. Для того чтобы название успешной камеры ассоциировалось с производителем, в 1947 году компания была переименована в Canon Camera Company. Дальнейшему распространению фотоаппаратов Canon за рубеж способствовала война в Корее — фотожурналисты, освещавшие события в Корее сочли, что японская оптика не уступает немецкой.
1955 год ознаменовался выходом Canon Camera на мировой рынок, первое зарубежное представительство было открыто в Нью-Йорке (США), два года спустя европейская дочерняя компания Canon Europa начала работу в Женеве. В 1956 году компания расширила область деятельности, выпустив 8-миллиметровую кинокамеру Canon 8T, а в 1959 году выпустила первую в мире кинокамеру этого формата с вариообъективом. В 1960-х годах Canon начала осваивать рынок электроники, офисной и бытовой техники, а также проводить собственные исследования в смежных областях. В 1964 году Canon выпустила Canola 130, первый электронный калькулятор с раскладкой клавиатуры, впоследствии ставшей стандартной. В следующем году компания вышла на рынок копировальных аппаратов, представив Canofax 1000, а в 1968 году был разработан первый в мире копировальный аппарат, работающий на обычной бумаге. В связи с расширением спектра деятельности в 1969 году название было упрощено до Canon Inc. К 1970 году компания уже имела свои представительства в США, Европе и Латинской Америке, а экспорт продукции за рубеж превышал 50 % от общего объёма продаж.
В то же время темпы развития компании уступали другим японским компаниям, поскольку маркетинговые просчёты нередко мешали полностью использовать возможности технических изобретений, например, разработанная в 1972 году новая технология копирования была передана по лицензии другим компаниям. В 1974 году в модели Canon Datematic впервые внедрена функция впечатывания даты снимка. В 1975 году Canon впервые с 1945 года не выплатила акционерам дивиденды; для улучшения положения компании Такэси Митараи, сохранявший пост председателя правления, пригласил на должность генерального директора Рюзабуро Каку (Ryuzaburo Kaku), под руководством которого был существенно обновлён менеджмент компании и начали проводиться масштабные рекламные кампании. В 1976 году был представлен первый в мире фотоаппарат с цифровым автоматическим управлением экспозицией на основе микропроцессора Canon AE-1, в рекламной кампании которого участвовала звезда мирового тенниса Джон Ньюкомб. Другие инновации Canon середины 1970-х годов включали лазерный принтер с полупроводниковым лазером (1975 год), струйный принтер и аппарат для фотографирования сетчатки глаза без применения препаратов для расширения зрачка (1976 год).
В 1982 году была представлена картриджная копировальная машина, которая была значительно проще в техническом обслуживании, чем другие. В целом, начиная с 1980-х годов Canon с успехом начала конкурировать с крупнейшими производителями офисной техники: IBM (электронные печатные машинки), Xerox (лазерные принтеры), Ricoh (факсимильные аппараты). В то же время началось партнёрство Canon с Apple, в частности в продвижении компьютеров Apple Macintosh на японский рынок. В 1989 году Canon за $100 млн приобрела 16,7 % акций компании Стива Джобса NeXT Incorporated вместе с эксклюзивным правом на дистрибуцию её продукции в Азии. На рынке фотоаппаратов Canon в начале 1980-х годов вышла на первое место в мире, обойдя Nikon, в 1985 году уступила лидерство компании Minolta, но вновь вернула его себе в 1987 году. В 1985 году оборот компании составил $3,3 млрд, что было в 7 раз больше показателя десятилетней давности, в 1990 году он достиг $12,73 млрд.
В 1990-х годах темп роста компании снизился — отчасти из-за насыщения рынка фотоаппаратов (хотя у Canon на них приходилось менее 20 % продаж), отчасти из-за роста курса иены. Реакцией на это стало перемещение производства в другие страны мира, в частности в 1995 году был начат выпуск струйных принтеров в Мексике, а в 1996 году — в Шотландии. Также компания начала осваивать новые рынки в Азиатско-тихоокеанском регионе и России.
В декабре 2016 года Canon приобрела у другой японской корпорации Toshiba дочернюю компанию по производству медицинского диагностического оборудования Toshiba Medical Systems Corporation; стоимость сделки составила ¥665,498 млрд ($5,8 млрд).
10 ноября 2017 года Canon проанонсировала собственную систему виртуального телевещания с эффектом присутствия Free Viewpoint Video System, презентация которой должна состояться в рамках международной выставки Inter BEE-2017 в городе Тиба (Япония). Данное решение может стать востребованным в самых разных областях, в том числе для трансляции спортивных мероприятий. Система объемного телевещания включает несколько телекамер высокой чёткости, установленных по периметру стадиона. Отснятые материалы обрабатываются с помощью передовых технологий, способных превратить HD-видео из нескольких источников в трехмерные пространственные данные. В результате зрители могут наблюдать виртуальную сцену под любым углом и с любой точки, в том числе следить за игроками, выбрав обзор на уровне поля.
В конце 2023 года компания объявила о разработке оборудования для нанопечатной литографии, способное изготавливать микросхемы по техпроцессу до 5 нанометров, и при этом стоит в 10 раз дешевле, чем фотолитографические системы производства ASML.

## Деятельность
Основные подразделения компании:
- Офисная техника (Office Business Unit) — производство лазерных многофункциональных устройств, принтеров, копировальных аппаратов и подобной офисной техники (на этот сегмент в 2016 году пришлось 53,1 % продаж, из них 14,8 % — на лазерные принтеры для HP Inc.);
- Фото- и видеотехника (Imaging System Business Unit) — производство фотоаппаратов, видеокамер, объективов, фотопринтеров, струйных принтеров, мультимедийных проекторов, сканеров, радиовещательного оборудования и калькуляторов (32,2 % продаж);
- Промышленная техника (Industry and Others Business Unit) — производство технологического оборудования для фотолитографии (степперы и пр.), медицинского диагностического оборудования, а также офтальмологических линз, микромоторов и систем видеонаблюдения (17,2 % продаж)[12].

Производственные мощности компании включают 30 заводов в Японии и 18 — в других странах, таких как США, Германия, Франция, Нидерланды, Тайвань, Китай, Малайзия, Таиланд, Вьетнам и Филиппины.
На конец 2016 года рынки сбыта были распределены следующим образом:
Северная и Южная Америка — 28,3 %;
Европа — 26,9 %;
Азия и Океания — 24 %;
Япония — 20,8 %.
| Год                 | 2002  | 2003  | 2004  | 2005  | 2006  | 2007  | 2008  | 2009  | 2010  | 2011  | 2012  | 2013  | 2014  | 2015  | 2016  | 2017  | 2018  | 2019  | 2020 | 2021  | 2022  |
| ------------------- | ----- | ----- | ----- | ----- | ----- | ----- | ----- | ----- | ----- | ----- | ----- | ----- | ----- | ----- | ----- | ----- | ----- | ----- | ---- | ----- | ----- |
| Оборот              | 2940  | 3198  | 3468  | 3754  | 4157  | 4481  | 4094  | 3209  | 3707  | 3557  | 3480  | 3731  | 3727  | 3800  | 3401  | 4080  | 3952  | 3593  | 3160 | 3513  | 4031  |
| Чистая прибыль      | 190,7 | 275,7 | 343,3 | 384,1 | 455,3 | 488,3 | 309,1 | 131,6 | 246,6 | 248,6 | 224,6 | 230,5 | 254,8 | 220,2 | 150,7 | 241,9 | 252,8 | 125,0 | 83,3 | 214,7 | 244,0 |
| Активы              | 2943  | 3182  | 3587  | 4044  | 4522  | 4513  | 3970  | 3848  | 3984  | 3931  | 3956  | 4243  | 4461  | 4428  | 5139  | 5198  | 4899  | 4772  | 4626 | 4751  | 5096  |
| Собственный капитал | 1592  | 1866  | 2210  | 2605  | 2987  | 2922  | 2660  | 2688  | 2646  | 2551  | 2598  | 2910  | 2978  | 2966  | 2783  | 2871  | 2828  | 2685  | 2575 | 2874  | 3113  |

По состоянию на 2010 год, Canon — мировой лидер на рынке фотоаппаратуры с рыночной долей 19 %, следом идут Sony (17,9 %) и Nikon (12,6 %). На рынке цифровых зеркальных камер эта марка — тоже первая с долей 44,4 %, следом идут Nikon (29,8 %) и Sony (11,9 %).
Фирма Canon первой в мире преодолела «психологический» барьер цены цифровой зеркальной любительской фотокамеры, снизив его ниже уровня $1000 (модель Canon EOS 300D).

## Дочерние компании
- Canon Marketing Japan Inc. (Япония);
- Canon U.S.A., Inc. (США);
- Canon Europa N.V. (Нидерланды);
- Toshiba Medical Systems Corporation (Япония).

## Акционеры
- The Master Trust Bank of Japan, Ltd. — 5,0 %
- Japan Trustee Services Bank, Ltd. — 4,9 %
- The Dai-ichi Life Insurance Company, Ltd. — 2,8 %
- Barclays Securities Japan Limited — 2,0 %
- Mizuho Bank, Ltd. — 1,7 %
- Moxley and Co. LLC — 1,5 %
- State Street Bank West Client—Treaty — 1,3 %
- Sompo Japan Nipponkoa Insurance Inc. — 1,3 %
- Obayashi Corporation — 1,2 %